# 椎田道路
椎田道路（しいだどうろ）は、福岡県の京都郡みやこ町徳永から築上郡築上町大字上ノ河内に至る総延長10.3 kmの国道10号バイパスの一部を成す一般有料道路である。別名 椎田バイパス。有料区間は、東九州自動車道に並行する一般国道自動車専用道路であり、西日本高速道路（NEXCO西日本）が一般有料道路として管理している。東九州道接続に伴い、有料区間の案内標識が「椎田道路」から「東九州道（椎田道路）」に改められた。
高速道路ナンバリングによる路線番号は「E10」が自動車専用道路区間に割り振られている。
北大道路の一部を構成しており、行橋バイパスと旧・福岡県道1号豊前万田線区間を結ぶ。全国路線網の1つ。 

## 概要
- 起点 : 福岡県京都郡みやこ町徳永（徳永交差点）
- 終点 : 福岡県築上郡築上町大字上ノ河内
- 総延長 : 10.3 km
- 規格 : 第1種第3級および第3種第1級
- 道路幅員 : 18.25 - 25.0 m
- 車線数 : 暫定2車線
- 車線幅員 :

東九州自動車道の前後区間を含め4車線化優先整備区間として指定され、築城IC - 椎田南IC間で4車線化工事が行われている。

## 沿革
- 1974年（昭和49年） : 椎田道路事業化
- 1992年（平成4年）3月15日 : 辻垣交差点 - 福岡県道232号国見松江線交点（中村交差点）間開通。
- 1993年（平成5年）12月25日 : 福岡県道232号国見松江線交点（中村交差点） - 国道10号交点（山田交差点）間開通。
- 2010年（平成22年）6月28日 : 高速道路無料化社会実験を開始。通行料金が無料となる。
- 2011年（平成23年）6月20日 : 高速道路無料化社会実験の凍結により、実験開始前の通行料金に戻る。
- 2012年（平成24年）12月3日 : 東九州自動車道との接続に向けた改築工事を開始[4]。椎田ICの北九州方面出入口が閉鎖[5]。
- 2013年（平成25年）3月11日 : 築城ICの中津方面出入口が閉鎖[6]。
- 2014年（平成26年）
  - 3月10日 : 築城IC・椎田ICの全ての出入口が閉鎖[7][8]。
  - 8月8日 : 改築工事完了に伴い、23時より築城IC・椎田ICのすべての出入口が開放される[9]。
  - 12月13日 : 東九州自動車道 行橋IC - みやこ豊津IC間開通に伴い、東九州道と椎田道路が直結。あわせて椎田本線料金所が廃止され、椎田南ICが供用開始[7][10][11]。
- 2016年（平成28年）4月24日 : 東九州自動車道 椎田南IC - 豊前IC間開通[12]。
- 2019年（平成31年/令和元年）9月4日：椎田道路を含む東九州道の暫定2車線区間のうち、4車線化を優先整備するべき区間案を国土交通省が発表[2][3]。
- 2021年（令和3年）3月30日：築城IC - 椎田南IC間（みやこ豊津IC - 築城ICのすりつけ部を含む）において、国土交通省より4車線化工事の事業許可を受ける[13]。

## インターチェンジなど
- 全区間福岡県内に所在。
- IC番号欄の背景色が■である部分については道路が供用済みの区間を示している。
また、施設名欄の背景色が■である部分は施設が供用されていない、または完成していないことを示す。
未開通区間の名称は仮称である。
- 全区間BS非設置。
- みやこ豊津ICと椎田南ICの供用開始に伴い、事実上徳永交差点 - みやこ豊津IC間と椎田南IC - 中村交差点間は両ICのランプウェイとして機能するようになった。
- 2014年12月13日までは、築城IC - 椎田IC間の椎田本線料金所のみで通行料金を収受していたため、これ以外の区間は事実上無料で走行可能であった。

| IC 番号                            | 施設名               | 接続路線名                           | 門司から (km) | 備考               | 所在地          | 備考          |
| ---------------------------------- | -------------------- | ------------------------------------ | ------------- | ------------------ | --------------- | ------------- |
| 国道10号（行橋バイパス）北九州方面 |                      |                                      |               |                    |                 |               |
| 無料区間・一般道路区間             |                      |                                      |               |                    |                 |               |
| -                                  | 辻垣交差点           | 国道10号 豊前方面 県道28号直方行橋線 | 38.1          |                    | 行橋市          |               |
| -                                  | 徳永交差点           | 県道58号椎田勝山線                   | 40.7          |                    | 京都郡 みやこ町 |               |
| 有料区間・自動車専用道路区間       |                      |                                      |               |                    |                 |               |
| 3                                  | みやこ豊津IC         | E10 東九州自動車道 北九州方面        | 41.6          |                    | 京都郡 みやこ町 |               |
| 4                                  | 築城IC               | 県道237号寒田下別府線                | 43.8          |                    | 築上郡 築上町   | 4車線化事業中 |
| -                                  | 椎田TB               | 本線料金所                           | 44.5          | 2014年12月13日廃止 | 築上郡 築上町   | 4車線化事業中 |
| 5                                  | 椎田IC               | 県道231号黒平椎田線                  | 48.9          |                    | 築上郡 築上町   | 4車線化事業中 |
| 6                                  | 椎田南IC             | E10 東九州自動車道 大分方面          | 50.5          | 北九州方面出入口   | 築上郡 築上町   | 4車線化事業中 |
| 無料区間・一般道路区間             |                      |                                      |               |                    |                 |               |
| -                                  | 中村交差点           | 県道232号国見松江線                  | 51.8          |                    | 豊前市          |               |
| -                                  | 道の駅豊前おこしかけ |                                      | 53.9          |                    | 豊前市          |               |
| -                                  | 山田交差点           | 国道10号 北九州・行橋方面            | 54.1          |                    | 豊前市          |               |
| 国道10号 大分・中津方面            |                      |                                      |               |                    |                 |               |

## 通行料金
料金車種区分は、普通車・大型車・特大車の3種類である。ETC割引が導入されているが、無線通信によるノンストップ通行はできなかった。ただし、自動精算機にETCカードを挿入して精算すれば、割引き措置を受けることができた。
以下の料金は全区間を利用した場合の料金である。2014年12月13日に東九州自動車道と接続したことに伴い、一部区間を利用した場合の通行料金が変更された。
| 車種     | 普通車 | 大型車 | 特大車  |
| -------- | ------ | ------ | ------- |
| 通常料金 | 410円  | 620円  | 1,440円 |
| 深夜割引 | 290円  | 430円  | 1,010円 |
| 休日割引 | 290円  | 対象外 | 対象外  |

## 交通量
有料区間・自動車専用道路区間